# Kaničky
Kaničky (deutsch Kanitschek) ist eine Gemeinde in Tschechien. Sie liegt 14 Kilometer nordwestlich von Klatovy und gehört zum Okres Domažlice.

## Geographie
Kaničky befindet sich in der Švihovská vrchovina im Tal des Baches Merklínka. Nördlich erhebt sich die Buková hora (578 m), im Süden der Na Kamejkách (615 m) sowie nordwestlich die Radlice (603 m).

## Geschichte
Die erste urkundliche Erwähnung des Dorfes erfolgte im Jahre 1379. 
Nach der Aufhebung der Patrimonialherrschaften bildete Kaniczky/ Kaničky einen Ortsteil der Gemeinde Chotzomischl im Gerichtsbezirk Klattau. Ab 1868 gehörte die Gemeinde zum Bezirk Klattau. Im Jahre 1948 wurde Kaničky eigenständig. 1960 wurde die Gemeinde vom Okres Klatovy in den Okres Domažlice umgegliedert. Zwischen 1980 und 1990 war Kaničky nach Koloveč eingemeindet.

## Gemeindegliederung
Für die Gemeinde Kaničky sind keine Ortsteile ausgewiesen. Zu Kaničky gehört die Einschicht Kaničský Mlýn.

## Sehenswürdigkeiten
- Kapelle der Jungfrau Maria, auf dem Dorfplatz, erbaut in den 1860er Jahren
- Wegekapelle in Kaničský Mlýn
- Historische Speicher der Gehöfte Nr. 1 und 9
- Wassermühle Kaničský mlýn, erbaut im 18. Jahrhundert
- Nationales Naturdenkmal Americká zahrada, südöstlich des Dorfes

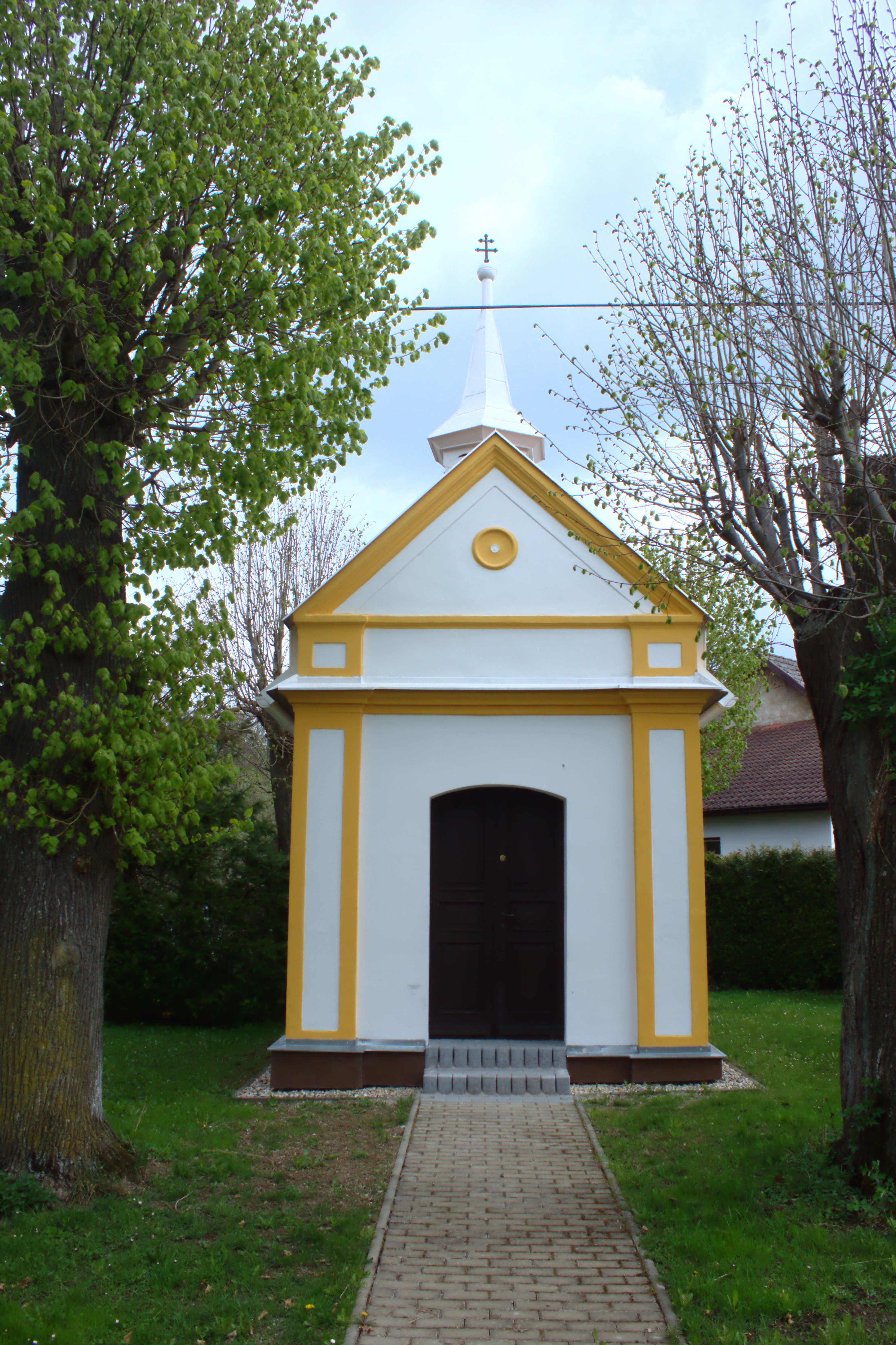
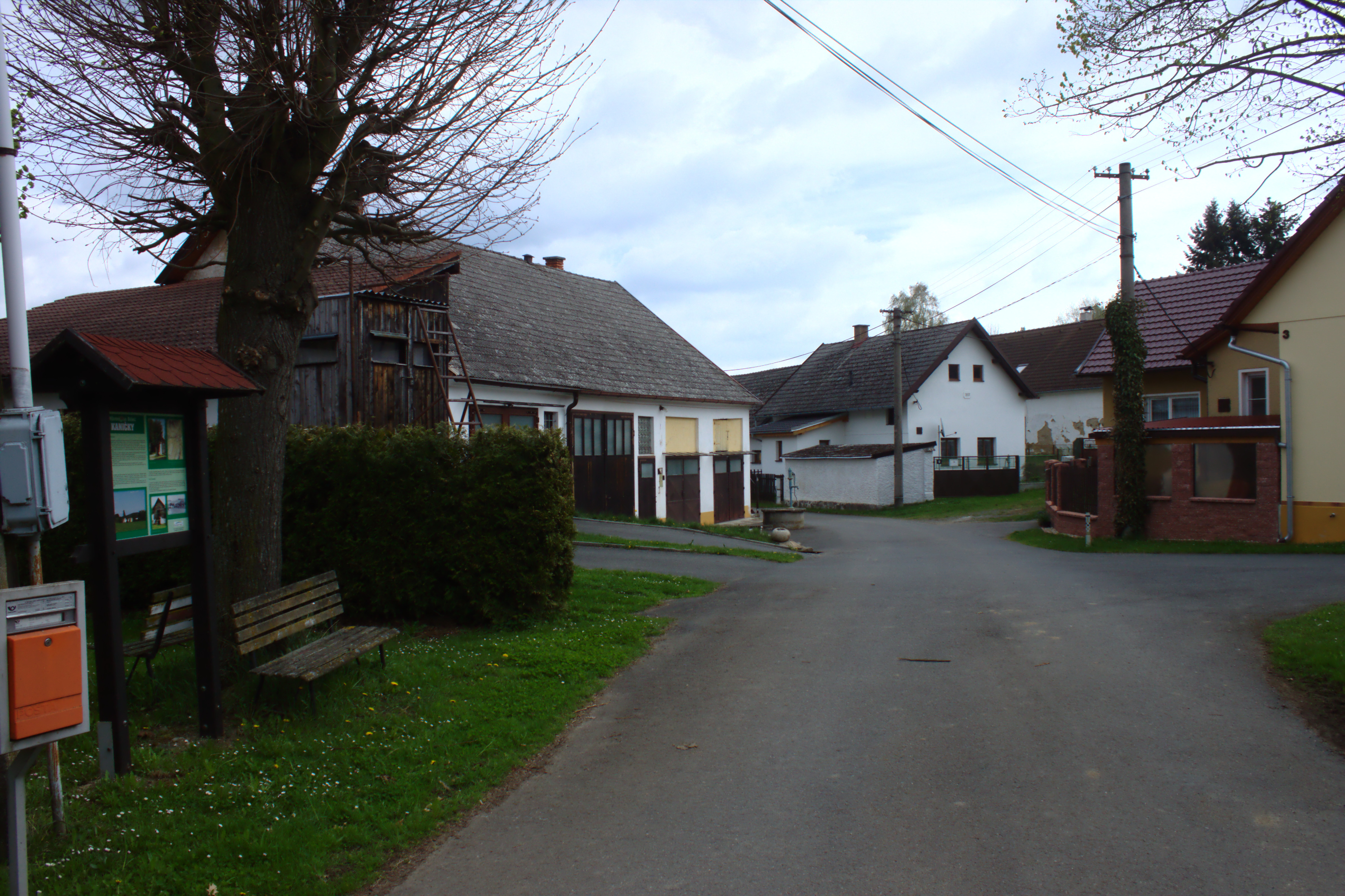
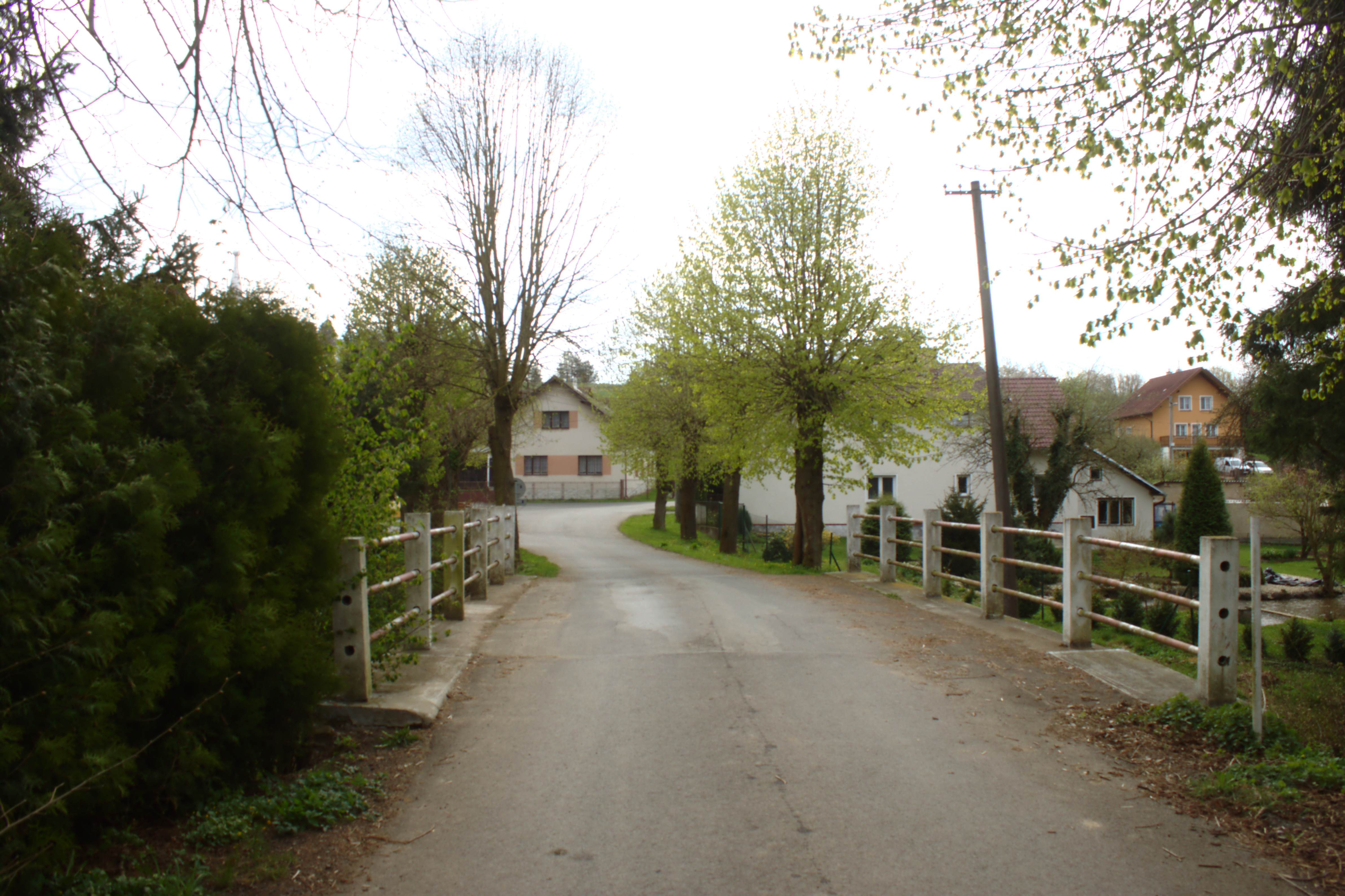